# Espiet
Espiet är en kommun i departementet Gironde i regionen Nouvelle-Aquitaine i sydvästra Frankrike. Kommunen ligger i kantonen Branne som tillhör arrondissementet Libourne. År 2022 hade Espiet 748 invånare.

## Befolkningsutveckling
Antalet invånare i kommunen Espiet
Referens:INSEE